# Tod einer Freundin
Tod einer Freundin ist ein deutscher Fernsehfilm von Diethard Klante aus dem Jahr 2006, der im Auftrag für das ZDF produziert wurde. Die Hauptrollen spielen Katrin Bühring und Devid Striesow.

## Handlung
Innerhalb von zwei Jahren wurden aus einem Dorf bei München vier junge Frauen kaltblütig ermordet. Das vierte Opfer war die Medizinstudentin Tanja Kühn. Bei allen Frauen war der Kopf vom Oberkörper abgetrennt worden und stets an einem anderen Ort versteckt worden als der dazugehörende Körper. Sie besuchten alle eine Discothek, in deren Umkreis von 15 km die Leichen gefunden wurden. Für den ermittelnden Kriminalbeamten Fabian Herzog rückt der Postbote Dieter Wittmann in den Focus, da er drei der Opfer kannte. Tina Stadler, die bester Freundin von Tanja Kühn, hält allerdings eher dessen eigenbrödlerischen Vater für verdächtig. Er wohnt genau gegenüber der Disco und ist seit 8 Jahren, nachdem seine Tochter überfallen und getötet wurde zum Außenseiter geworden. Tina trifft ihn zufällig im Ort und folgt ihm heimlich mit ihrem Auto. Als er genau dort anhält, wo Tanjas Kopf gefunden wurde, ist sie sich ihrer Vermutung sicher und spricht mit ihrem Bruder Sebastian darüber. Der bestärkt sie allerdings nicht gerade darin mit ihrer Erkenntnis zur Polizei zu gehen, zumal die nach wie vor Dieter Wittmann verdächtigt und ihn auch schon festgenommen hat. Noch während Wittmann in Untersuchungshaft ist, wird erneut eine junge Frau vermisst. Tina Stadler, die der Fall ihrer Freundin nicht „loslässt“, entdeckt bei ihrer Suche nach Barbara Mohr ihren Bruder Sebastian in deren Wohnung, wie er offensichtlich gründlich reinigt. Erschrocken sehen sich beide an, reden aber nicht miteinander. Tina versucht sich Kommissar Herzog anzuvertrauen, zieht sich dann aber wieder zurück. Sie kann Sebastian nicht einfach verraten, da sie seit der Kindheit ein sehr inniges Verhältnis zueinander haben, aber sie hat nun auch Angst vor ihm. Sie versucht ihren Bruder davon zu überzeugen, dass er krank sei und Hilfe bräuchte, doch damit bringt sie sich in Lebensgefahr. Sebastians Wahn tritt nun offen zutage und er gibt zu, schon auf der Uni eine Frau umgebracht zu haben. Er befürchtet, dass Tina ihn verraten wird und bedroht sie. Sie schließt sich in ihrem Zimmer ein, woraufhin Sebastian außen am Haus am Spalier hinaufklettert und Tina ihn dann in ihrer Todesangst hinunterstößt, als er zu ihr durch das Fenster eindringen will. Dem Kommissar gegenüber, der die Wahrheit ahnt, stellt sie es aber als Unfall dar und verrät ihren Bruder nicht.

## Hintergrund
Tod einer Freundin wurde vom 25. Oktober 2005 bis zum 28. November 2005 in München und Umgebung gedreht. Für den Film zeichnete die H & V Entertainment GmbH verantwortlich.

## Rezeption

### Einschaltquote
Der Fernsehfilm Tod einer Freundin erreichte bei seiner Erstausstrahlung im ZDF am 27. November 2006, durchschnittlich 5,53 Millionen Zuschauer was 16,7 Prozent des Marktanteils in Deutschland entsprach.

### Kritik
Rainer Tittelbach von Tittelbach.tv wertete: „‚Tod einer Freundin‘ wird von Jung-Schauspielerin Katrin Bührings Gesicht getragen. Das Schaulaufen der anderen namhaften Darsteller (Striesow, Zapatka, Walser, Giering, Hennicke, Rieke) sorgt dafür, dass dieser konventionell erzählte, dramaturgisch rasch durchschaubare Film mit nicht gerade brillanten Dialogen, zumindest zu einem kurzweiligen Mörder-Ratespiel wird.“
Prisma.de schrieb: „Mit ausgezeichneter Besetzung inszenierte Regisseur Diethard Klante nach eigener Drehbuchvorlage diesen spannenden, wenn auch nicht sonderlich originellen Thriller, denn das Motiv des Verbrechens, das in eine ländliche Idylle einzieht, ist schon vielfach verwendet worden. Überzeugend agiert hier Katrin Bühring als junge Frau, die sich auf der Tätersuche selbst in Gefahr bringt.“
Tilmann P. Gangloff urteilte für Kino.de: „Klantes zurückhaltend inszenierter Film lebt von den namhaften Darstellern, die sich selbst für kurze Auftritte nicht zu schade waren.“ Gangloff lobte „Poulheims kunstvolle Bildgestaltung“ und fand „Manche Einstellungen sehen aus wie eine Hommage an die Gemälde von Edward Hopper, in anderen hat Poulheim für fast schon jenseitig schöne Lichtverhältnisse gesorgt. Gerade die Nebelszenen sind ungemein stimmungsvoll. Sehenswert ist der Film jedoch nur, wenn man bereit ist, sich an diesen Bildern und den Schauspielern zu erfreuen. Für einen Krimi ist ‚Tod einer Freundin‘ entschieden zu spannungsarm, weshalb das plakative Ende im Stil eines Horrorfilms à la Freitag der 13. erst recht unangemessen wirkt.“
Die Kritiker der Fernsehzeitschrift TV Spielfilm merkten an, dass flache Dialoge und steife Regie gute Darsteller (u. a. Manfred Zapatka, Brigitte Hobmeier) mau aussehen lassen würden. Insgesamt war ‚Tod einer Freundin‘ für sie eine „prätentiöse Story, ungelenk inszeniert“. Sie vergaben dem Film eine mittlere Wertung, indem sie mit dem Daumen zur Seite zeigten.